# بيل إيغل
بيل إيغل (بالإنجليزية: Bill Eagle)‏ هو لاعب كرة قاعدة أمريكي، ولد في 25 يوليو 1877 في روكفيل في الولايات المتحدة، وتوفي في 27 أبريل 1951 في Churchton, Maryland ‏ في الولايات المتحدة.

## وصلات خارجية
- بيل إيغل على موقعبيزبول رفرنس.كوم (الدوري الرئيسي) (الإنجليزية)
- بيل إيغل على موقعبيزبول رفرنس.كوم (الدوري الثانوي) (الإنجليزية)